# Мухаммед Амани
Мухаммед Амани (азерб. Məhəmməd Əmani; Байбурд, Чухурсаадское бейлербейство, Сефевидское государство, 1536 — 1610) — азербайджанский поэт, последователь литературной школы Физули.

## Биография
Мухаммед Амани родился в 1536 году в Байбурдском магале Чухурсаада. Жил во времена правления шаха Тахмасиба I, а затем и шаха Аббаса I. Участвовал во взятии Тебриза, Мерва, Балха, а также в походе на Османов в 1606 году, что нашло отражение в произведениях поэта.

## Творчество
Его произведения на азербайджанском и персидский хранятся в Лондоне в Британском музее. Его лирика была в основном посвящена его жизни и любви. Основа этой лирики была взята из жизненной красоты народа, традиций азербайджанской литературы и народного творчества. Творчество Амани было богато как содержанием, так и с точки зрения формы. Он писал как в форме классической восточной поэзии (газель, месневи), так и ашугской поэзии (баяты, гошма, гарайлы). В его газелях на первый план выходит единство настоящей человеческой любви с суфийско-пантеистической любовью, а широта мысли приобретает философский характер. Среди написанных Амани произведений важное место занимают стихотворные рассказы, написанные им на азербайджанском языке. Его произведения являются ценным источником для изучения исторических событий второй половины XVI века и военных походов Сефевидов. Он, с юных лет участвовал в походах и битвах произошедшими при шахе Сефевидской империи Аббасе, а так же посвящал ему стихотворения:
Каждая тень шаха Аббаса — защитника веры,
Причиняла страдания румийцам и приводила к победе.
В другом же стихотворении он называл себя кызылбашем:
Этого счастья, Амани, с нас достаточно,
Что мы из джафаритского мазхаба кызылбаши
Очень любивший путешествия, Амани успел за свою жизнь побывать во многих местах, а именно в Тебризе, Мекке, Мерве, Маманлы, Герате, Медине и в других местах. В этих стихотворениях даются его мысли о любви и возлюбленной, а также лирические чувства. Это и было основной темой искусства той эпохи, ставившего пред собой распространение возвышенной морали, внутренней чистоты, высокой мысли и чистых человеческих взаимоотношений.